# Dorent-Nelebroek
Het Dorent-Nelebroek (vaak kortweg den Dorent) is een natuurgebied in de gemeenten Zemst en Vilvoorde in de Belgische provincie Vlaams-Brabant. Het gebied ligt ten zuiden van Eppegem en ten noordoosten van het industriegebied Cargovil en is gedeeltelijk geklasseerd als landschap. Alles tezamen bedraagt het meer dan 70 hectaren. Het Dorent-Nelebroek is Europees beschermd als onderdeel van Natura 2000-gebied 'Bossen van het zuidoosten van de Zandleemstreek' (BE2300044).
Het deel "Dorent" ligt ten noorden van de Oude Zenne en bestaat uit akkers en grasland. Het Nelebroek ligt tussen de Oude Zenne en de gekanaliseerde nieuwe Zenne. Dit is de meest drassige zone met weilanden rond twee afgesneden meanders van de Oude Zenne. Ten noorden van het Dorent-Nelebroek ligt het Dorentbos, een bosje dat voornamelijk bestaat uit wilg.

## Toponymie
Het woord dorent is het oude woord voor een doorn. Wat nele betekent is niet duidelijk, broek betekent dan weer een drassig/moerassig gebied.

## Uitzicht en voorkomende dieren/planten
Het gebied bestaat vooral uit uitgestrekte weilanden en heeft vele typische hagen. Natuurpunt is bezig met op de weidegrenzen nog meer van deze hagen aan te planten. In de niet begraasde weilanden groeit de zeldzame grote pimpernel (Sanguisorba officinalis), daardoor is het Europees erkend als habitatrichtlijngebied en geniet het Dorent speciale bescherming. In totaal zijn er een 330-tal plantensoorten geteld. Ook zijn er eitjes gevonden van de sleedoornpage, die een bedreigde vlindersoort is.
De zuidwestgrens van het Dorent wordt gevormd door de Tangebeek. Alhoewel de Tangebeek sterk vervuild is wegens nabijgelegen industrie groeien er toch een 150-tal plantensoorten op de oevers, waaronder knolsteenbreek. De zuidoostgrens wordt dan weer gevormd door de 'Nieuwe' Zenne, deze is weliswaar ook vervuild en zelfs gebetonneerd. Tussen de Tangebeek en de Zenne liggen twee van de rivier afgesloten meanders, die ook restanten zijn van de Oude Zenne. Deze vormen dus eigenlijk kleine meertjes. Deze plekjes zijn begeerd door broedvogels en ze huizen ook een grote populatie van de bedreigde kamsalamander. Helemaal in het noordwesten van het Dorent bevindt zich het Dorentbos dat voornamelijk begroeid is met wilgen. In 1999 werd er door 'De Wielewaal' een poel gegraven waar al vier amfibiesoorten in zijn geteld. De meest opvallende plant die er groeit is het klein warkruid. Zeldzame vogelsoorten leven er ook, waaronder de buidelmees, schreeuwarend en orpheusspotvogel. Echt uniek was de ontdekking van een geslaagd broedgeval van de grote karekiet in 2003. Dit was het enige waargenomen broedgeval van deze in heel Vlaanderen dat jaar.
Het Dorent-Nelebroek is eigendom van de Vlaamse Gemeenschap en het Dorentbos is eigendom van Natuurpunt-Zemst. Verschillende bedrijven van industriegebied Cargovil hebben ook een heel deel sleedoornstruiken geplant om zo de populatie van de sleedoornpage ook buiten het gebied te laten groeien.